# Mnemic
Mnemic (udtales /ˈniːmɨk/) er et dansk industrial metal band stiftet i 1998 Aalborg i Danmark. De har udgivet fem albums og turnéret med bands som Metallica, Soilwork, Fear Factory, God Forbid, Arch Enemy, Meshuggah og Deftones.

## Biografi
Mnemic blev stiftet da Mircea Eftemie (eks-Mercenary) sluttede sig til Rune Stigart og Brian “Brylle” Rasmussen i 1998 i Aalborg. Bandets fuldendte line-up var da Mark Bai sluttede sig til dem som vokalist og Mikkel Larsen på bas.
Navnet Mnemic blev foreslået af Mark Bai og i 2000 gik bandet i studiet for at indspille deres første demo med Jacob Hansen. 
Forsangeren Mark Bai forlod dog ikke lang tid efter bandet da han havde et stærk religiøst kald og skulle uddannes til præst. 
Mnemic søgte derefter en ny vokalist og fandt derved Michael Bøgballe. Efter deres anden demo var indspillet i 2000 med produceren Tue Madsen skrev de kontrakt med pladeselskabet Nuclear Blast Records, gennem hvilket bandet har udgivet deres fire albums.

## Medlemmer
- Michael Bøgballe – vokaler (2001–2005, 2024–nu)
- Mircea Gabriel Eftemie – guitar, keyboard (1998–2013, 2024–nu)
- Rune Stigart – guitar (1998–2011, 2024–present)
- Tomas "Obeast" Koefoed – bas, sekundære vokaler (live) (2003–2011, 2024–nu)
- Brian "Brylle" Rasmussen – trommer (1998–2011, 2024–nu)

### Tidligere medlemmer
- Mikkel Larsen – bas (1998–2003)
- Mark Bai – vokaler (1998–2001)
- Guillaume Bideau – vokaler (2006–2013; død 2022)
- Victor-Ray Salomonsen Ronander – guitar, keyboard, programmering (2011–2013)
- Simone Bertozzi – bas (2011–2013)
- Brian Larsen – trommer (2011–2013)

### Tour medlemmer
- Tony Jelencovich – Vokal (2005-2006)
- Victor Ray Salomonsen Ronander – Guitar (2009-2010)

## Diskografi
| Udgivelsesdato | Titel                     | Pladeselskab  |
| 2003           | Mechanical Spin Phenomena | Nuclear Blast |
| 2004           | The Audio Injected Soul   | Nuclear Blast |
| 2007           | Passenger                 | Nuclear Blast |
| 2010           | Sons Of The System        | Nuclear Blast |
| 2012           | Mnemesis                  | Nuclear Blast |